# چاردا

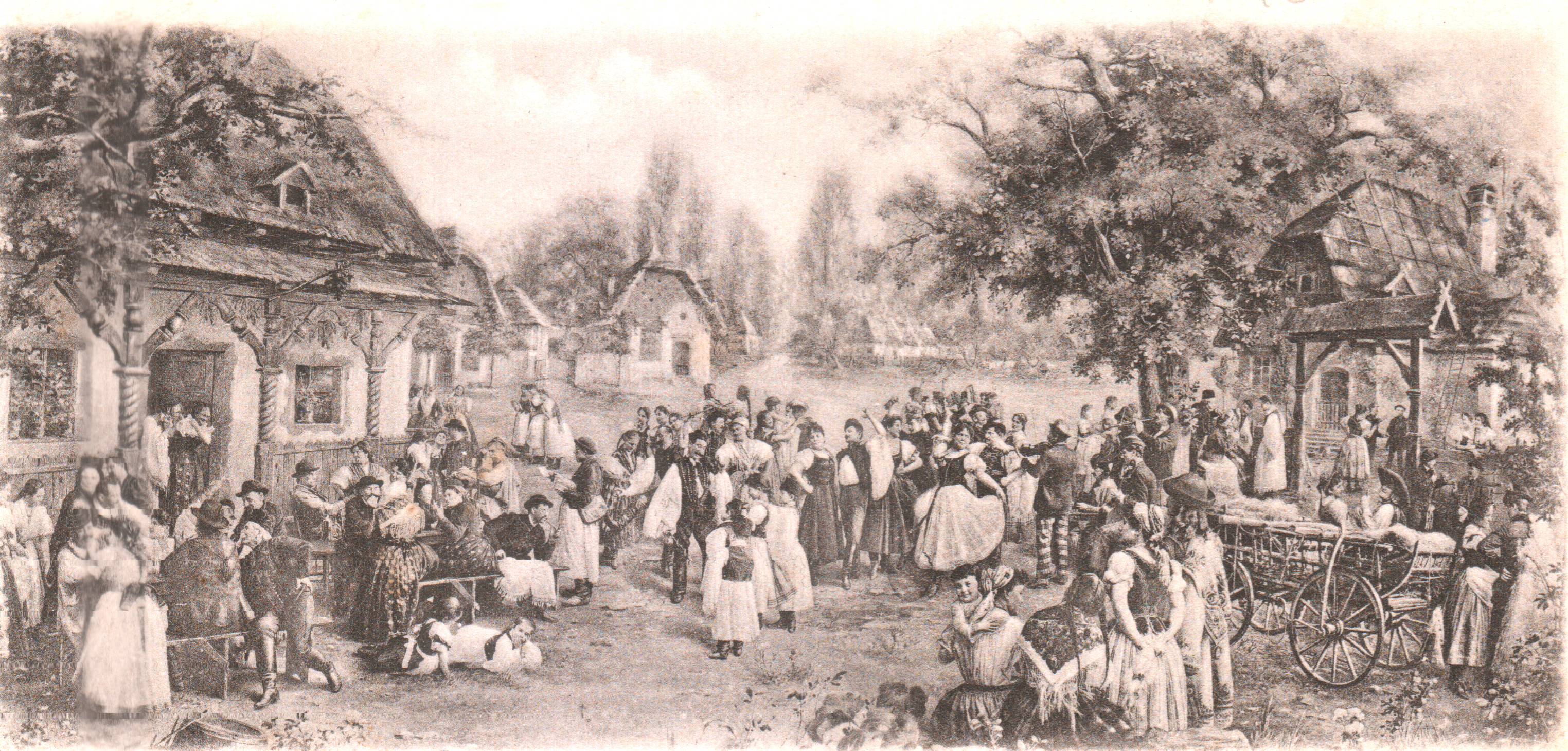
عکس مربوط به ۱۸۹۰ - عکس از لیپوت شتریلیسکی

چاردا (به مجاری: csárda) نام سنتی میکده‌ها، مهمانسراها و کاروانسراهایی در مجارستان است، که در حاشیهٔ شهر، کنار جاده و در مناطق سبزدشت، عمدتاً در دشت بزرگ و در امتداد جاده‌ای منتهی به بازارهای اصلی واقع شده‌اند. نام چاردا امروزه نیز به عنوان بخشی از نام مراکز پذیرایی و رستوران‌ها مورد استفاده قرار می‌گیرد.

## خاستگاه
ریشهٔ چاردا، به واژهٔ فارسی چارتاق بازمی‌گردد. واژهٔ چاردا در زبان‌های بالکانی از ترکیِ çardak گسترش پیدا کرده و در زبان مجاری هم از طریق صربی‌کروواتی و هم مستقیماً از ترکی عثمانی وارد شده‌است. همچنین پسوند «ش»، چاردا را وابسته به نوعی رقص به نام چارداش می‌کند که از سال ۱۸۳۵ در گزارش‌ها ذکر شده و وارد چندین فرهنگ اروپایی دیگر شده‌است.

## تاریخچه
اولین استفاده از واژهٔ چاردا مربوط به ۱۷۵۵ است. چارداها در ابتدا در مکانهایی قرار داشتند که پاسبانان و نیروی نظمیه به سختی می‌توانستند آنها را کنترل کنند. این مکان‌ها معمولاً دارای جایی برای درشکه، ارابه و استراحت اسب بودند. داستان‌های عاشقانه بسیاری که بیشتر در مورد قانون‌شکنان و بتیارها نقل شده، به چاردا مرتبط است.

## جایگاه کنونی
در سراسر مجارستان چارداهای قدیمی پذیرای مهمانان بوده و عمدتاً کاربرد رستوران و موزه دارند. نامی که برای چاردا انتخاب شده از شهر یا اتفاقی معروف منتسب به آن می‌آید.

### چارداری هورتوبادی
این چاردار که در امتداد جادهٔ نمک در کنار رودخانه هورتوبادی در کنار دفتر جمع‌آوری مالیات و اداره پست در سال ۱۶۹۹ ساخته شده، چندین بار نوسازی و توسعه یافته ولی شکل کنونی آن از قرن نوزدهم باقی است.

### چاردای کوندوروش
این چاردا در ۱۷۴۰ در تقاطع هشت جاده ساخته شد. بتیار مشهور شاندور روژا در دودکش این چاردا پنهان شده و از طریق تونل از ژاندارم‌ها فرار کرده‌است. مسیر فرار او در موزهٔ این چاردا که اکنون به عنوان رستوران کاربرد دارد قابل مشاهده است.

### چاردای گَردن‌بُر
چاردای کون‌سنت‌میکلوش مجموعه‌ای از مسافرخانه‎، ساختمان‌های فرعی، یک چاه و کوره‌ای در حیاط آن است. نام آن از جنایتی گرفته شده که در سال ۱۸۰۱ اتفاق افتاد؛ یک روز صبح زنی را به‌خاطر حسادت عشقی مرده، با گردنی قطع شده پیدا کردند. در ۱۷۹۲ نیز دزدی که آسایش را از همهٔ منطقه ربوده بود با ژاندارم درگیر شد و با گلوله در این چاردا از پای درآمد. از ۱۸۷۰ با پایان یافتن دورهٔ بی‌قانونی و دنیای بتیارها و احداث راه‌آهن کم‌کم از تعداد مسافران و مهمانان این چاردا کاسته شد. از سال ۱۹۷۸ موزه‌ای در آنجا دایر است.

## نگارخانه

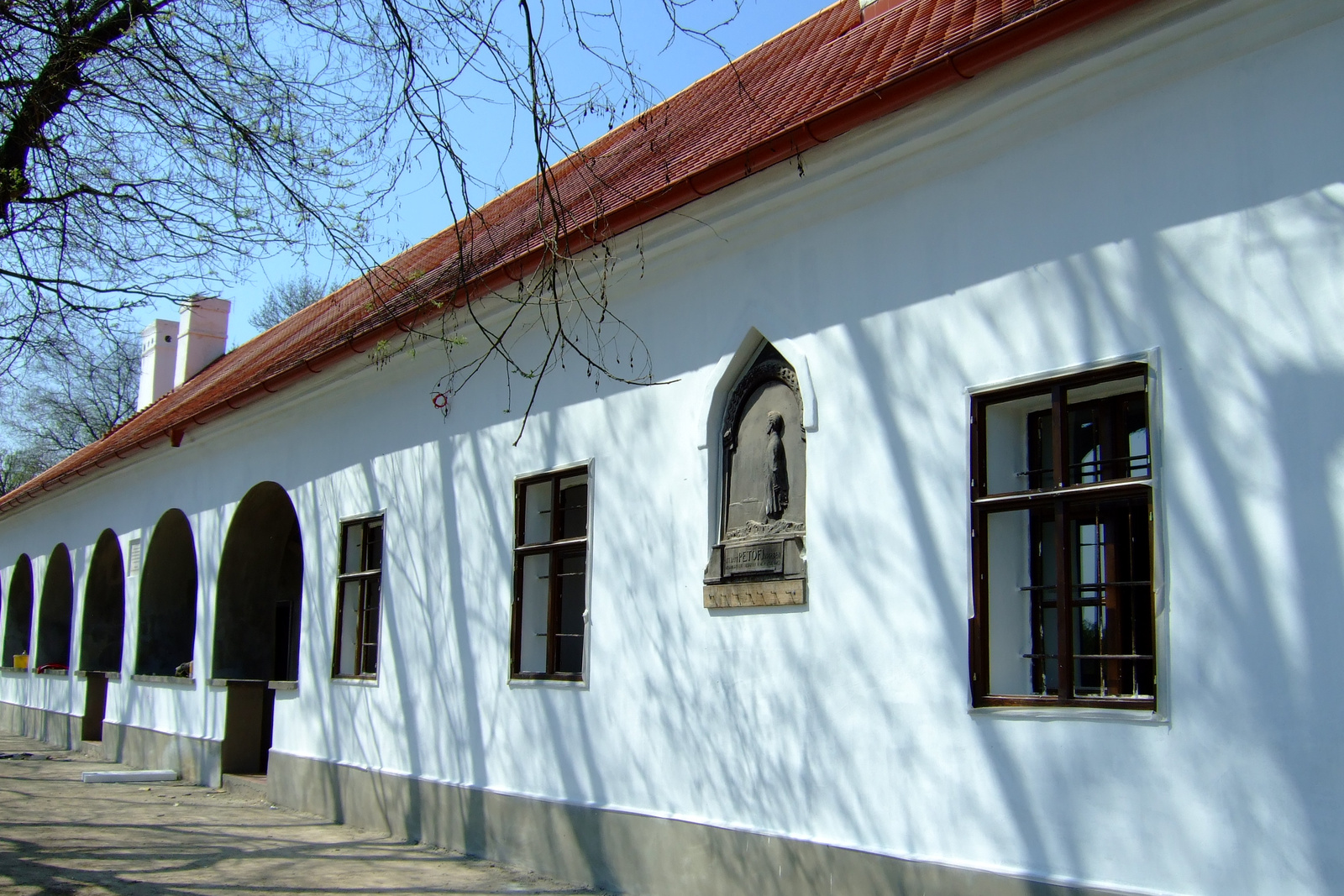
هورتوبادی
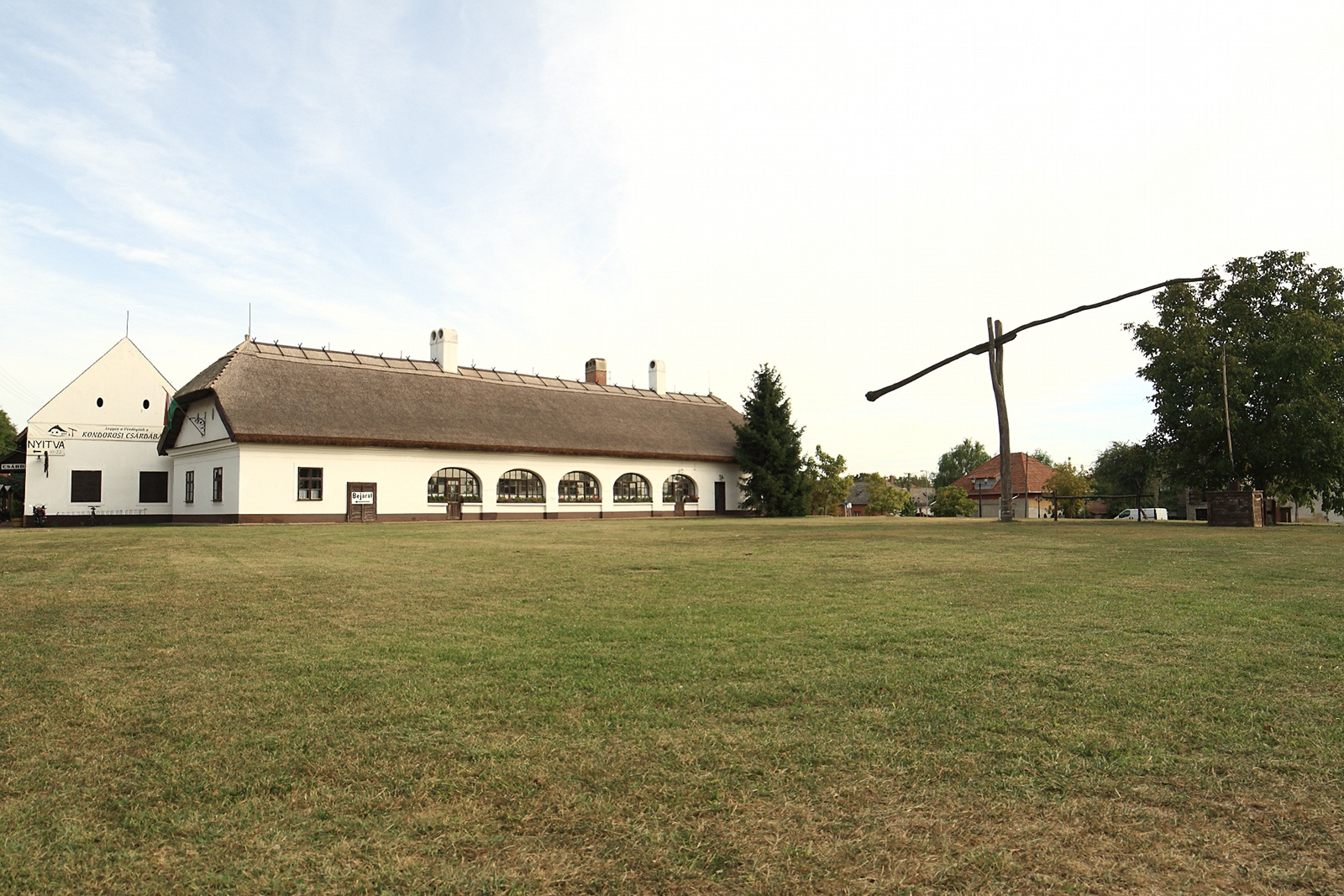
کوندروش
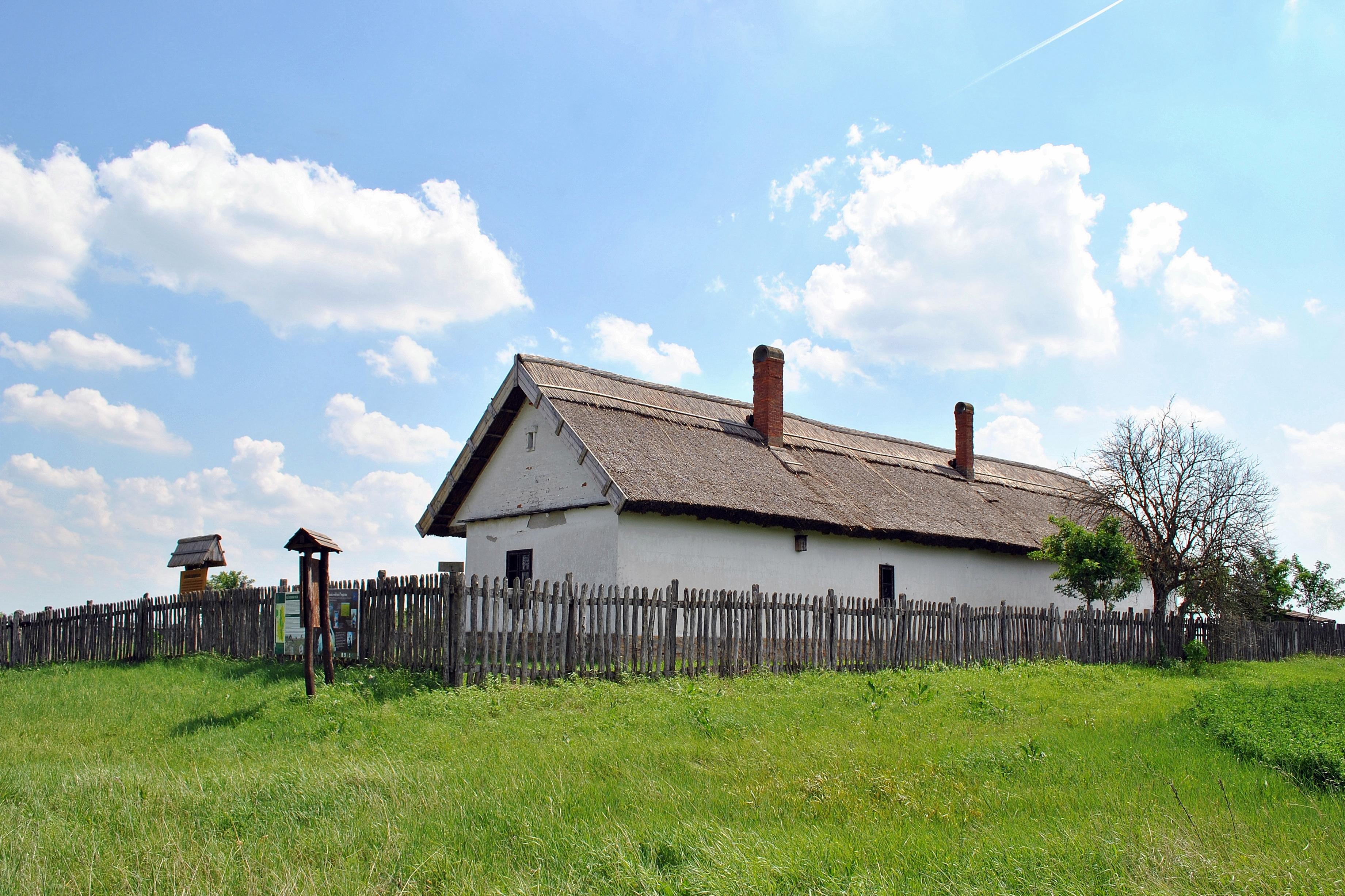
کون‌سنت‌میکلوش - چاردای گردن‌بُر

## یادداشت
1. ↑  مجاری: Strelisky Lipót